# Esbart Olot
L'Esbart Olot és un esbart dansaire d'Olot que fou fundat l'any 1928.

## Història
Els orígens de l'Esbart Olot es remunten a l'any 1928, quan es va crear l'Esbart Dansaire de l'Orfeó Olotí. Foren freqüents les seves actuacions en activitats organitzades per l'Orfeó Popular Olotí. No va ser fins a l'any 1948 quan el grup pren el nom d'Esbart Olot. L'any 1961 el director de l'Esbart Olot, Sadurní Brunet Foraster, va morir en un accident de trànsit. Llavors va fer-se càrrec de la direcció el seu fill, Sadurní Brunet Castanyer, que va canviar-li el nom a Esbart Brunet. Al cap de pocs mesos, Brunet fill va haver de deixar la ciutat d'Olot. Ningú no es va fer càrrec de la direcció de l'esbart i aquest es va dissoldre.
Es va produir llavors un parèntesi de més de 30 anys en els quals no hi va haver cap entitat dedicada a la difusió de la dansa tradicional a la ciutat, entre altres aspectes de la cultura popular. No va ser fins al setembre de 1992 que es va fundar l'Escola de Dansa Folklòrica de la Garrotxa, que va néixer amb una finalitat divulgativa i formativa dels joves en edat escolar. L'any 1996, quan la tasca formadora havia començat a donar els seus fruits, la junta va decidir recuperar el nom d'Esbart Olot per designar la secció dedicada als balladors més grans. El fort creixement de l'Escola de Dansa Folklòrica en els seus primers anys de vida va suposar que la seva seu i local d'assaig, situat a l'avinguda de Girona, quedés petit. Després d'un any de gestions i reformes, es van poder situar les noves instal·lacions, situades al barri de Montolivet d'Olot.
Amb la recuperació del nom d'Esbart Olot es va voler a voluntat de produir 1997 va estar marcat per l'inici de la concepció de l'espectacle «La Punyalada», un projecte que es duria a terme durant 4 anys conjuntament amb l'Esbart Montgrí i el grup de música tradicional Clau de Lluna. Paral·lelament, Josep Sabido va deixar la direcció de l'Esbart, i per substituir-lo es va incorporar Oriol Canes, de l'Esbart Mediterrània de Sant Cugat del Vallès. Durant 4 anys es va dedicar a la direcció artística de l'Esbart, fins a l'any 2001, en què va proposar Jordi Rubio Serra com a substitut. A finals de 2005, Jordi Rubio deixa la plaça de director per dedicar-se a la direcció de l'Esbart Dansaire de Rubí. Van ocupar el seu lloc Albert Dondarza i Anna Farrés, balladors del cos de dansa, tot i que no es desvincula completament de l'entitat i passa a ocupar el rol d'assessor artístic.
Durant la primera dècada del segle XXI la nova creació de coreografies va tenir un pes poc important en el repertori de l'esbart, amb alguna excepció com són les Cançons d'Olot coreografiades per Jordi Rubio i amb música del grup olotí Greda Street Band. El resultat va ser un espectacle de petit format, de 30 minuts de durada, amb elements de foc en les coreografies i un repertori musical que fusionava el repertori tradicional amb el rock. L'argument conté elements de màgia i fantasia: en ell es narrava una història metafòrica que parla d'un bruixot i l'abús de poder que exerceix sobre els seus súbdits, la revolta d'aquests i la posterior corrupció del poder, que tanca un cercle que mai no acaba.
En els darrers anys, l'Esbart Olot ha iniciat una tasca per tornar a la ciutat d'Olot les antigues danses tradicionals. L'abril de l'any 2007 es va recuperar el Ball del Xai Be, i el setembre de 2015 es va reincorporar el Ball Pla d'Olot al programa de les Festes del Tura gràcies a una col·laboració de l'Esbart Olot amb l'entitat dedicada al ball de plaça, Ofolk.